# Павел Чехов (тенісист)
Павло Чехов (нар. 27 липня 1988) — колишній російський тенісист.
Найвищу одиночну позицію світового рейтингу — 231 місце досяг 28 квітня 2008, парну — 187 місце — 20 липня 2009 року.
Здобув 2 парні титули.

## Фінали ATP Челленджер і ITF Ф'ючерс

### Одиночний розряд: 7 (3–4)
| Легенда              |
| -------------------- |
| ATP Челленджер (0–1) |
| ITF Ф'ючерс (3–3)    |

| Фінали за покриттям |
| ------------------- |
| Тверде (0–1)        |
| Ґрунт (2–2)         |
| Трава (0–0)         |
| Килим (1–1)         |

| Результат | В-П | Дата     | Турнір                  | Рівень     | Покриття | Суперник      | Рахунок            |
| --------- | --- | -------- | ----------------------- | ---------- | -------- | ------------- | ------------------ |
| Поразка   | 0–1 | Сер 2005 | Росія F3, Корольов      | Ф'ючерс    | Ґрунт    | Артем Сітак   | 6–4, 4–6, 4–6      |
| Поразка   | 0–2 | Тра 2007 | Фергана, Узбекистан     | Челленджер | Тверде   | Антоні Дюпюї  | 1–6, 4–6           |
| Перемога  | 1–2 | Вер 2007 | Росія F6, Сергієв Посад | Ф'ючерс    | Ґрунт    | Михайло Єлгін | 7–6(7–5), 3–6, 6–3 |
| Поразка   | 1–3 | Вер 2007 | Росія F7, Балашиха      | Ф'ючерс    | Ґрунт    | Михайло Єлгін | 2–6, 6–4, 4–6      |
| Перемога  | 2–3 | Лис 2007 | Іран F4, Кіш (острів)   | Ф'ючерс    | Ґрунт    | Марек Сем'ян  | 6–4, 6–2           |
| Перемога  | 3–3 | Кві 2008 | Росія F2, Тюмень        | Ф'ючерс    | Килим    | Ілля Марченко | 7–6(7–4), 6–4      |
| Поразка   | 3–4 | Кві 2009 | Росія F2, Тюмень        | Ф'ючерс    | Килим    | Лукаш Лацко   | 3–6, 7–5, 4–6      |

### Парний розряд: 9 (6–3)
| Легенда              |
| -------------------- |
| ATP Челленджер (2–1) |
| ITF Ф'ючерс (4–2)    |

| Фінали за покриттям |
| ------------------- |
| Тверде (4–02)       |
| Ґрунт (2–0)         |
| Трава (0–0)         |
| Килим (0–1)         |

| Результат | В-П | Дата     | Турнір                  | Рівень     | Покриття | Партнер         | Суперники                                | Рахунок                    |
| --------- | --- | -------- | ----------------------- | ---------- | -------- | --------------- | ---------------------------------------- | -------------------------- |
| Перемога  | 1–0 | Тра 2007 | Узбекистан F1, Андижан  | Ф'ючерс    | Тверде   | Віктор Козін    | Мурад Іноятов Денис Істомін              | 7–6(7–5), 6–7(4–7), 6–3    |
| Перемога  | 2–0 | Чер 2007 | Україна F2, Черкаси     | Ф'ючерс    | Ґрунт    | Віктор Козін    | Денісс Павловс Ґоран Тошич               | 4–6, 6–1, 6–4              |
| Перемога  | 3–0 | Вер 2007 | Росія F6, Сергієв Посад | Ф'ючерс    | Ґрунт    | Віктор Козін    | Михайло Єлгін Дмитро Власов              | 6–2, 6–2                   |
| Поразка   | 3–1 | Гру 2007 | Нью-Делі, Індія         | Челленджер | Тверде   | Михайло Єлгін   | Юй Сіньюань Цзен Шаосюань                | 3–6, 3–6                   |
| Перемога  | 4–1 | Лют 2008 | США F4, Браунсвілл      | Ф'ючерс    | Тверде   | Філліп Сіммондс | Суніл-Кумар Сіпаева Деніел Ю             | 6–3, 6–2                   |
| Перемога  | 5–1 | Сер 2008 | Бухара, Узбекистан      | Челленджер | Тверде   | Михайло Єлгін   | Лукаш Кубот Олівер Марах                 | 7–6(7–2), 6–1              |
| Поразка   | 5–2 | Жов 2008 | Нігерія F3, Лагос       | Ф'ючерс    | Тверде   | Павло Котляров  | Рохан Гаджар Дівідж Шаран                | 6–7(6–8), 7–6(7–2), [7–10] |
| Поразка   | 5–3 | Кві 2009 | Росія F1, Moscow        | Ф'ючерс    | Килим    | Валерій Руднєв  | Костянтин Кравчук Лукаш Лацко            | 2–6, 4–6                   |
| Перемога  | 6–3 | Тра 2009 | Фергана, Узбекистан     | Челленджер | Тверде   | Олексій Кедрюк  | П'єрр-Людовік Дюкло Айсам-уль-Хак Куреші | 4–6, 6–3, [10–5]           |